# The Cartoonstitute
The Cartoonstitute fue un proyecto planificado de Cartoon Network creado por el ejecutivo de Cartoon Network, Rob Sorcher, que funcionaria como un espacio de cortos animados creado sin la interferencia de los ejecutivos de la cadena y las pruebas de enfoque.
Fue dirigido por Craig McCracken (creador de The Powerpuff Girls, Foster's Home for Imaginary Friends, Wander Over Yonder y Kid Cosmic) y Rob Renzetti (creador de My Life as a Teenage Robot).
39 cortometrajes para el proyecto estaban en desarrollo en Cartoon Network Studios, pero solo 14 de ellos fueron completados. Con el tiempo, 5 shows, y la adición de otros, resultaron ser difíciles, y el proyecto fue desechado.
De los cortos que se hicieron, solo Un show más y Tío Grandpa fueron seleccionados para convertirse en series animadas (este último fue inicialmente seleccionado como Secret Mountain Fort Awesome, antes de tener una serie propia).

## Historia
La serie se anunció por primera vez el 3 de abril de 2008, en la presentación anual de Cartoon Network en la ciudad de Nueva York. El proyecto iba a ser similar al Cartoon Cartoon Show (también conocido como What a Cartoon! Show) que se emitió en el canal más de una década antes y dio nacimiento a algunas de las primeras series animadas del canal, como El laboratorio de Dexter y Cow and Chicken.
El Cartoonstitute debía establecer un grupo de expertos y crear un entorno en el que los animadores pueden crear personajes e historias. Una sección de Cartoon Network Studios en Burbank, California, se reservó exclusivamente para el proyecto.
El nombre de "Cartoonstitute" fue imaginado por Lauren Faust, la esposa de Craig McCracken.

## Emisión
El 7 de mayo de 2010, Cartoon Network subió casi todos los cortometrajes a su sitio web. Los únicos cortos que no se mostraron fueron Maruined, 3 Dog Band y Joey to the World.
En América Latina y Brasil los cortos de Cartoonstitute y los realizado por Cartoon Network Shorts Department serían estrenados a partir del 7 de junio de 2017 por Cartoon Network. Posteriormente entre septiembre y octubre del mismo año se estrenarían los cortos faltantes por sus canales de YouTube.

## Lista de cortos
Todos los cortos del proyecto fueron desarrollados y producidos en 2009, a pesar de su lanzamiento en 2010.
| Título                                                                   | Creador                                                         | Sinopsis |
| ------------------------------------------------------------------------ | --------------------------------------------------------------- | --- |
| 3 Dog Band: Get It Together                                              | Paul Rudish                                                     | Un trío de perros (todos interesados en diferentes géneros de música) se preparan para un concierto en una discoteca exclusiva, con algunas dificultades menores en el camino. |
| Baloobaloob's Fun Park                                                   | Aaron Springer                                                  | Dos adolescentes, llamados Andy y Jeff, deben ayudar a un extraterrestre, Baloobaloob, a idear un acto escénico extraordinario, en un intento de evitar que se cierre su parque de diversiones. |
| Danger Planet                                                            | Derek Drymon                                                    | Cuando una máquina arcade de Danger Planet y un robot montacargas se quedan varados en un planeta alienígena, se encargan de proteger a un bebé o, de lo contrario, un explorador espacial se asegurará de que no abandonen el planeta bajo su vigilancia. Nota: El cortometraje fue relanzado en 2016 con colores más brillantes..                                                                                    |
| Joey to the World                                                        | Craig Kellman                                                   | Escrito para una audiencia adolescente / adulta mayor, un canguro de 35 años de edad decide mudarse de la bolsa de su madre al desierto de Alaska. |
| Le Door                                                                  | Matt Danner                                                     | Un explorador interdimensional llamado Le Door (una parodia de Doraemon) lleva a su joven aprendiz, Frank, en una gira por su antigua academia, solo para participar en una competencia contra su viejo compañero/rival y su aprendiz. |
| Maruined                                                                 | Genndy Tartakovsky                                              | Dos hermanos, una adolescente y su hermano menor, quedan atrapados en una isla desierta llena de peligros, con un extraño híbrido de hipopótamo/perro como mascota y protector. |
| Meddlen Meddows                                                          | Chris Reccardi                                                  | Un alienígena parecido a un insecto termina siendo varado en un primitivo planeta alienígena, después de que la célula de poder de su nave muere durante un enfrentamiento con un monstruo local. |
| 'Regular Show                                                            | J. G. Quintel                                                   | Cuando dos mejores amigos, un arrendajo azul llamado Mordecai y un mapache llamado Rigby, juegan piedra, papel o tijera por un sofá, esto llevara a resultados peligrosos. Nota: Este corto fue remodelado posteriormente en "Primer día", un episodio de Regular Show que sirve como piloto del programa. |
| Spleenstab                                                               | Mike Bell                                                       | Un bárbaro intenta convertirse en una persona amable y gentil con la ayuda de un elfo del bosque. |
| Stockboys of the Apocalypse                                              | Derek Drymon                                                    | Un adolescente cae en una máquina del tiempo, donde debe trabajar en una tienda departamental con su (ahora) mejor amigo, un anciano, y un cerdo mutado. |
| The Awesome Chronicles of Manny and Khan: Lava Ball! The Ashes of Heroes | Josh Lieberman y Joey Giardina (acreditados como "Josh & Joey") | Un duende con acento alemán llamado Khan y un ornitorrinco gigante llamado Manny intentan recuperar una pelota, simulando que la mancha de hierba que la rodea es lava. |
| The Borneos                                                              | Chris Staples                                                   | El único niño normal en una familia de artistas de circo debe recibir capacitación para evitar que se tome el título familiar del "hombre salvaje de Walla Walla". |
| 'Uncle Grandpa                                                           | Pete Browngardt                                                 | Un hombre extraño que es el tío y abuelo de todos en el mundo, Uncle Grandpa, debe pelear con una pandilla de mutantes, en un intento de ganar el aprecio y amor de un adolescente nerd. Nota 1: Este corto más tarde se convirtió en el piloto tanto de Secret Mountain Fort Awesome, como de la serie del mismo nombre, Uncle Grandpa. Nota 2: este corto también tuvo una nominación para los Premios Emmy en 2010. |
| YES                                                                      | Dave Smith                                                      | Un tritón recluta a una familia para realizar un esfuerzo por ayudar a las personas y cumplir sus sueños. |